# Simon Györgyi (grafikus)
Simon Györgyi (Szatmárnémeti, 1941. november 9. – Kolozsvár, 2021. június 30.) erdélyi magyar grafikus.

## Életútja
Középiskolai tanulmányait szülővárosában végezte (1959), majd a kolozsvári Ion Andreescu Képzőművészeti Főiskola grafika szakán szerzett oklevelet (1966). Rövid ideig a nagyenyedi Bethlen Gábor Kollégiumban tanított (1966–67), utána szabadfoglalkozású grafikusként dolgozott. 1990-től a kolozsvári Képzőművészeti és Formatervezési Egyetem tanára volt.
Egyéni kiállítása volt 1992-ben Kolozsváron és Szatmárnémetiben. Alkotásai többnyire nagyobb méretűek, sokszorosító grafikai technikákkal készülnek, főleg linó- és fametszeteket készít. Fametszetes illusztrációival jelent meg Reményik Sándor Álomhalász c. kötete (Kolozsvár, 1998).
Férje, Ioachim Nica grafikus mellé temették Tordaszentlászlón.